# COVID-19 в Беларуси
Первый случай заболевания коронавирусной инфекцией COVID-19 в Белоруссии был официально подтверждён 28 февраля 2020 года. 30 марта от последствий заражения в стране скончался первый человек.
По состоянию на 23 апреля 2022 года проведено более 13 миллионов тестов, выявлено 977 434 инфицированных, 6922 человек скончались, выздоровели и выписаны — 969 278 человек.
Власти страны не вводили карантин, однако информируют население о необходимости соблюдения мер безопасности. Создан официальный интернет-ресурс для информирования населения по вопросам коронавируса.

## Хронология

### Февраль — март 2020 года
28 февраля 2020 года Минздрав подтвердил первый случай инфицирования в стране. 27 февраля студент БНТУ из Ирана дал положительный результат и был помещён в больницу в Минске. Он прибыл в Белоруссию авиарейсом из Баку 22 февраля 2020 года.
3 марта стало известно о четырёх больных коронавирусом.
По состоянию на 4 марта диагноз поставлен шести пациентам.
10 марта было заявлено о девяти случаях коронавируса в стране.
11 марта Министерство здравоохранения сообщило о трёх новых положительных тестах на COVID-19 у белорусских граждан — жителей Минска, Гродно и Гомеля. Таким образом, в стране на этот день было 12 случаев коронавируса.
12 марта Советом министров было принято решение об ограничении всех культурно-массовых, спортивных и научных мероприятий с международным участием до 6 апреля.
По состоянию на 13 марта выявлено 27 случаев заражения.
13 марта Белорусская железная дорога временно приостановила курсирование поездов в Чехию, 14 марта — Польшу, Германию и Францию, 15 марта — на Украину, в Латвию и Литву. Также были отменены авиарейсы в 25 стран.
По состоянию на 18 марта выявлен 51 случай заражения.
По состоянию на 20 марта выявлено 69 случаев заражения.
По состоянию на 21 марта выявлено 76 случаев заражения.
По состоянию на 23 марта выявлен 81 случай заражения. В Гомельской области заболевших 2 человека (диагноз в том числе подтверждён у жительницы Житковичей), в Гродно — 1 человек, в Минске — более 40, в Витебске — около 30. 41 случай завозной, остальные заразились в стране. Среди заболевших один иностранец и 80 белорусов. Возраст пациентов составляет от 15 лет до 49 лет. Самому старшему — 78 лет, самому младшему — 3 года (контактировал со своей матерью). Среди медработников заражённых коронавирусом нет. Однако есть медработники на карантине, так как были в контакте с пациентами, у которых вирус подтвердился.
По состоянию на 25 марта выявлено 86 случаев заражения. Проведено около 23 тыс. тестов на COVID-19. Выписаны или готовятся к выписке 29 пациентов. Продолжается медицинский контроль и лечение 57 пациентов. Ещё по двум пациентам специалисты проводят дополнительную проверку в связи с неоднозначностью полученных результатов.
25 марта Владимир Караник, министр здравоохранения, во время эфира «Твой вопрос Минздраву и Минобразования о ситуации c COVID-19 в Беларуси» в ГУ «Национальный пресс-центр Республики Беларусь» в частности заявил о том, что министерство больше не будет актуализировать карту распространения коронавирусной инфекции, объяснив это необходимостью защиты прав заболевших.
Постановлением Совета министров от 25 марта 2020 г. № 171 определены меры по предотвращению завоза и распространения инфекции, вызванной коронавирусом COVID-19. В рамках постановления утверждено, что лица, прибывшие в страну из государств, в которых регистрируются случаи инфекции COVID-19, в течение 14 календарных дней со дня прибытия в Белоруссию должны находиться в самоизоляции в домашних условиях; они также не подлежат последующему пропуску через государственную границу до истечения срока самоизоляции.
Большинство случаев коронавирусной инфекции COVID-19 имеют лёгкое или бессимптомное течение.
На 27 марта в республике проведено около 24 тыс. тестов на COVID-19, выявлено 94 заболевших. Выписаны или готовятся к выписке 32 пациента. Продолжается медицинский контроль и лечение 62 пациентов.
По данным на понедельник 30 марта, зафиксировано 152 случая коронавируса. В официальном телеграм-канале Минздрава сообщается, что уже выписаны или ожидают выписки в ближайшее время 47 человек, у которых тест на COVID-19 ранее был положительным. Продолжается медицинское наблюдение и лечение 105 человек.
По состоянию 30 марта от COVID-19 скончался первый человек в республике — театральный актёр Виктор Дашкевич; на этот день в республике было зафиксировано 152 случая коронавируса. В официальном телеграм-канале Минздрава сообщается, что уже выписаны или ожидают выписки в ближайшее время 47 человек, у которых тест на COVID-19 ранее был положительным. Продолжается медицинское наблюдение и лечение 105 человек.

### Апрель 2020 года

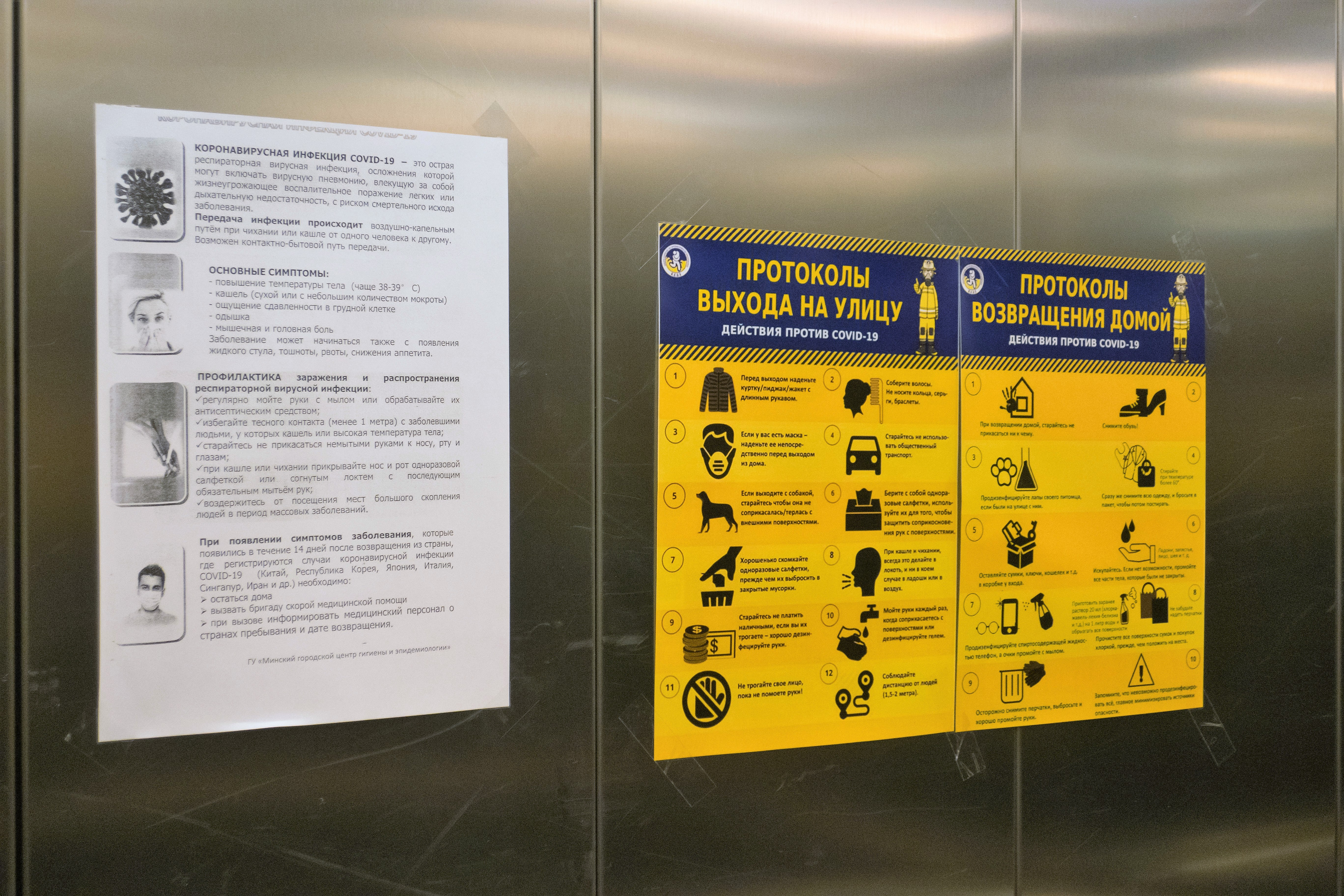
Общая информация про COVID-19 и профилактические рекомендации, вывешенные в лифте (Национальная библиотека Белоруссии, Минск)

Согласно официальному сообщению Минздрава, на 2 апреля под медицинским наблюдением как контакты I и II уровня находятся 9299 человек. Из них 1943 человека — в стационарных условиях. В настоящий момент 254 человека находится на стационарном лечении с подтверждённой коронавирусной инфекцией. В большинстве случаев заболевание протекает в лёгкой или средней форме. 11 пациентов нуждаются в поддержке аппарата искусственной вентиляции лёгких, им проведены медицинские консилиумы с участием ведущих инфекционистов и анестезиологов-реаниматологов. Состояние оценивается как стабильное. Выздоровели и выписаны из медицинских учреждений 46 пациентов. На 2 апреля 2020 зарегистрировано 4 случая смерти возрастных пациентов с наличием многочисленных хронических заболеваний, по предварительным данным, отягощённых коронавирусной инфекцией.
На 3 апреля зарегистрирован 351 случай коронавирусной инфекции. Один случай в Брестской области, Могилёвской — 2, Гродненской — 6, Гомельской — 13, Витебской — 89, Минской области — 50, Минске — 190. Нуждаются в поддержке аппарата искусственной вентиляции лёгких 16 пациентов. Зарегистрировано 4 случая смерти возрастных пациентов с наличием многочисленных хронических заболеваний, по предварительным данным, отягощённых коронавирусной инфекцией. Основная возрастная группа, в которой регистрируются случаи коронавирусной инфекции — от 25 до 64 лет и составляет примерно 50 % от общего количества зарегистрированных случаев.
По состоянию на 4 апреля на стационарном лечении с коронавирусной инфекцией находится 394 человека. У части пациентов заболевание протекает в лёгкой или средней форме. После прохождения лечения выздоровел 41 человек. Зарегистрировано 5 случаев смерти пациентов, у которых многочисленные хронические заболевания были отягощены коронавирусной инфекцией.
По состоянию на 5 апреля на стационарном лечении с коронавирусной инфекцией находятся 502 человека. После прохождения лечения выздоровели 52 человека. Зарегистрировано 8 случаев смерти пациентов, у которых многочисленные хронические заболевания были отягощены коронавирусной инфекцией.

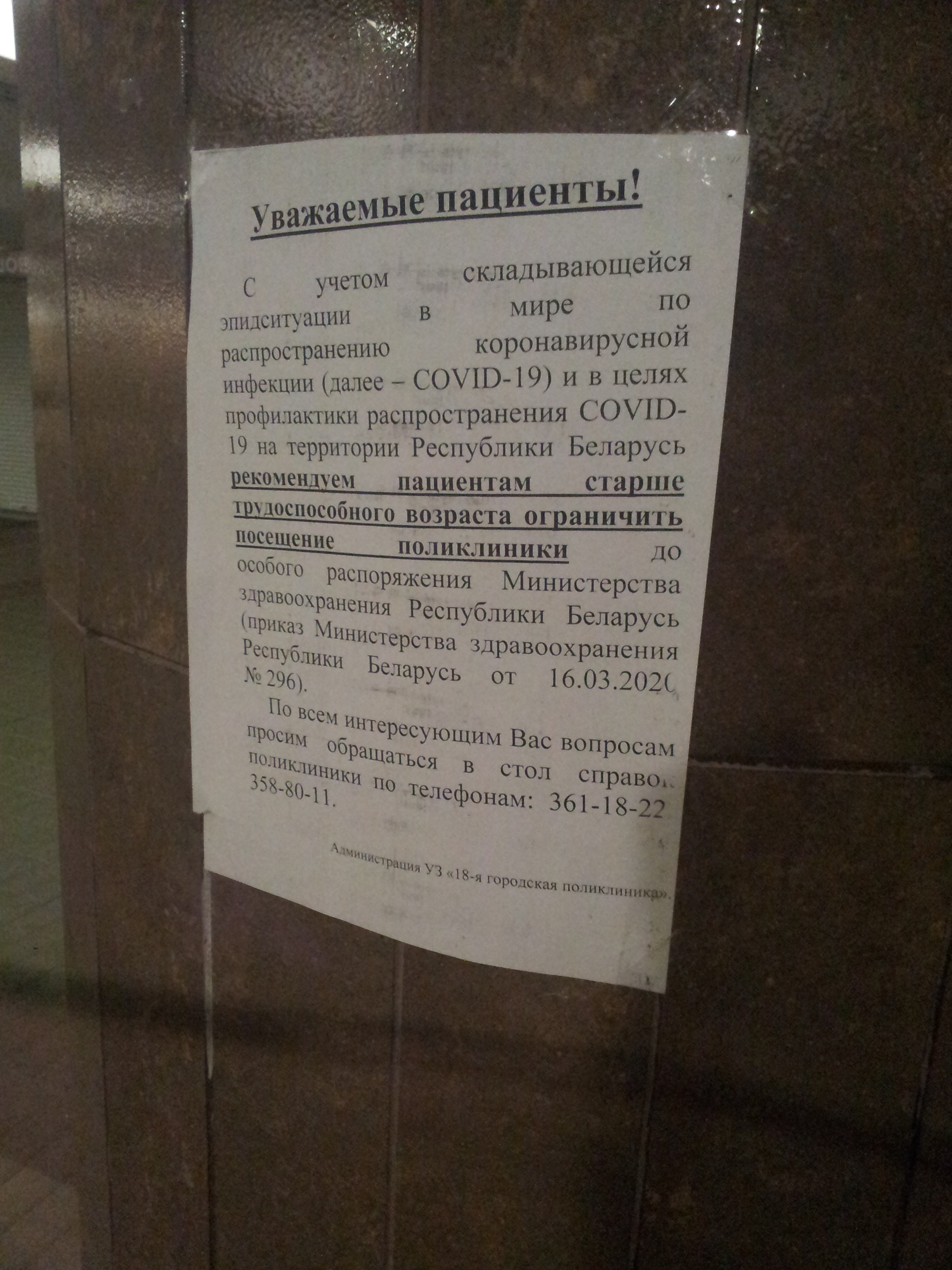
Объявление-рекомендация старикам оставаться дома

По состоянию на 6 апреля проведено более 40 тыс. тестов на коронавирусную инфекцию. Для проведения тестирования задействовано 13 лабораторий. На стационарном лечении находятся 634 человека. Основная часть — лица первого контакта, которые были выявлены в ходе эпидрасследований и на момент тестирования находились в стационарах. После прохождения лечения выздоровели 53 человека. Всего за последние двое суток из медучреждений выписано 355 пациентов, находившихся на различных формах контроля и лечении. Зарегистрировано 13 случаев смерти пациентов, у которых многочисленные хронические заболевания были отягощены коронавирусной инфекцией.

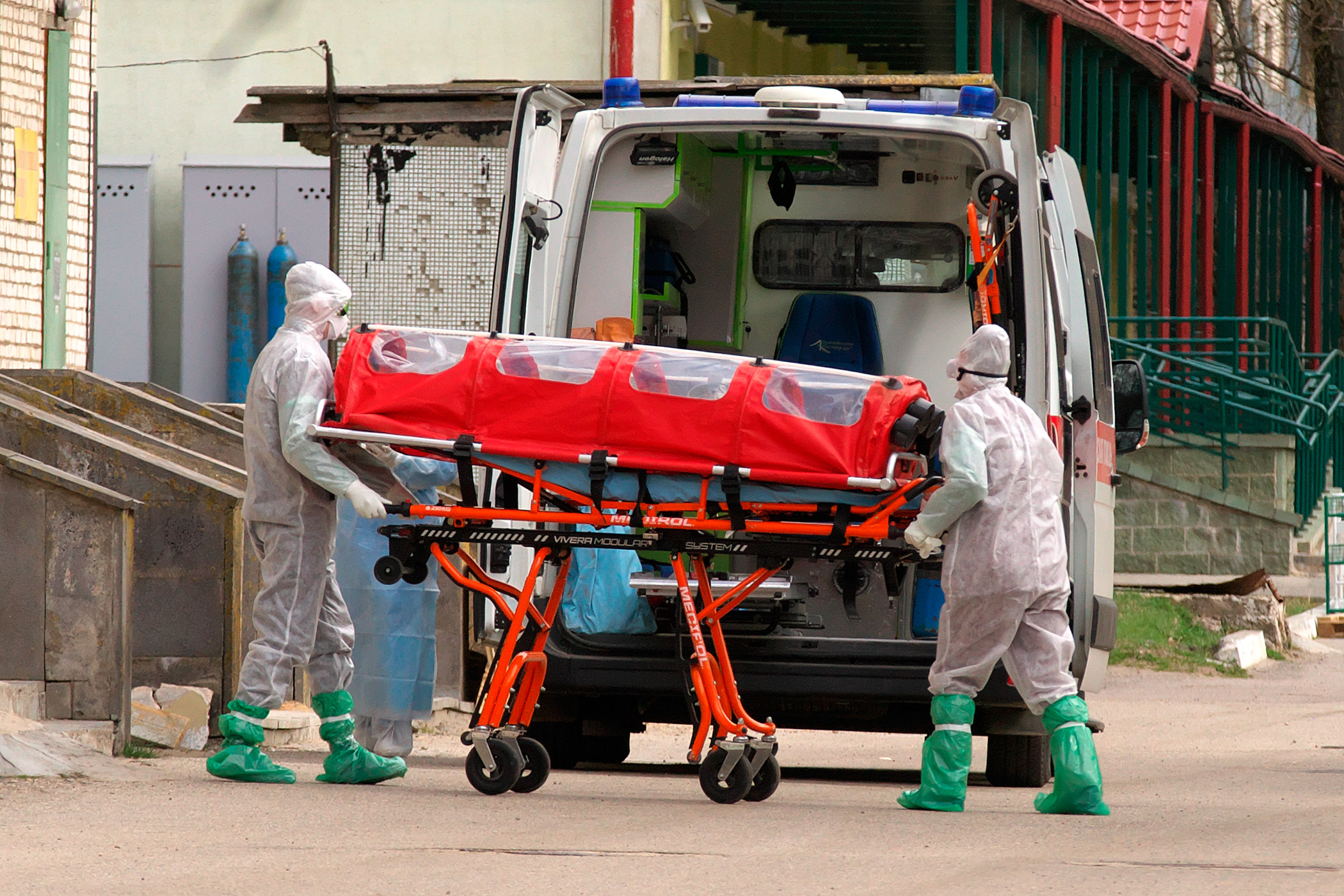
Транспортировочный изолирующий бокс для пациентов с коронавирусом у Витебской областной клинической инфекционной больницы

По состоянию на 7 апреля на стационарном лечении находятся 794 человека. 31 пациент нуждается в искусственной вентиляции легких. После прохождения лечения выздоровели 54 человека. Новых случаев смерти от коронавирусной инфекции не зарегистрировано.
По состоянию на 8 апреля проведено около 46 тыс. тестов на коронавирусную инфекцию. На стационарном лечении находятся 976 человек. 33 пациента нуждаются в поддержке аппарата искусственной вентиляции лёгких. Новых случаев смерти от коронавирусной инфекции не зарегистрировано.
По состоянию на 9 апреля проведено более 49 тыс. тестов на коронавирусную инфекцию. Увеличилось до 14 количество лабораторий, задействованных в проведении тестирования. На стационарном лечении находятся 1331 человек. 55 пациентов нуждаются в поддержке аппарата искусственной вентиляции лёгких. После прохождения лечения выздоровели 139 человек. За весь период проведения тест-исследований на коронавирусную инфекцию зафиксировано 16 смертей.
На 10 апреля 1793 человека находятся на стационарном лечении с подтверждённой коронавирусной инфекцией. Большинство случаев — это выявленные контакты I и II уровней. Как правило, заболевание протекает в лёгкой или средней форме. 72 пациента нуждаются в поддержке аппарата искусственной вентиляции лёгких. После прохождения лечения выздоровели 169 человек. Умерло 19 с хроническими заболеваниями с выявленной коронавирусной инфекцией.

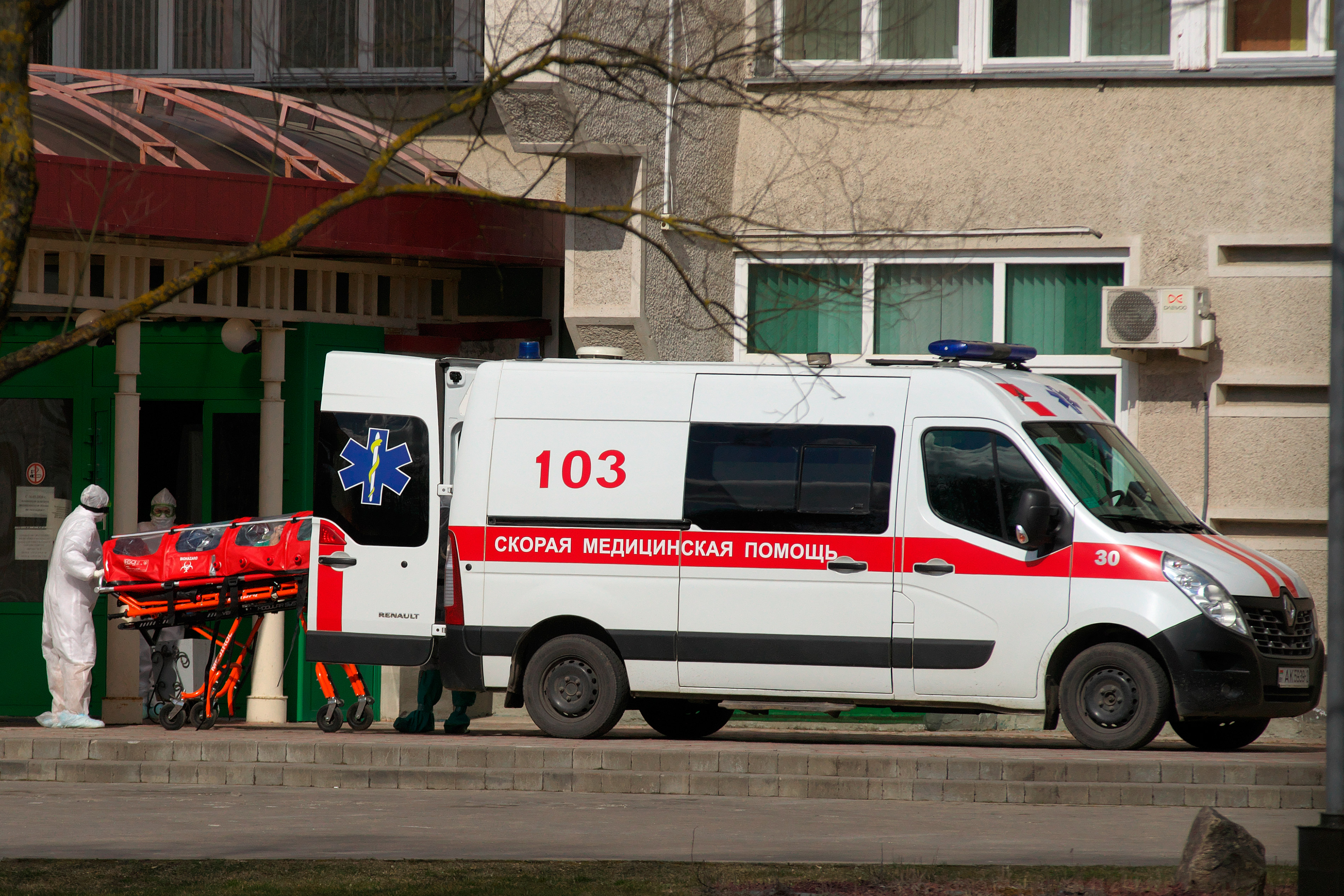
Транспортировочный изолирующий бокс для пациентов с коронавирусом у Витебского областного клинического диагностического центра

11 апреля представитель ВОЗ в Белоруссии заявил, что «нужно готовиться к худшему сценарию, это забег на долгую дистанцию». Что касается рекомендаций, по мнению главы миссии ВОЗ Патрика О’Коннора, сейчас в Белоруссии новая фаза эволюции вспышки — случаи передачи на уровне сообщества. Среди положительных моментов ВОЗ отмечает системный подход эпиднадзора в Белоруссии, наличие лабораторий для обработки тестов, разграничение пациентов в поликлиниках и больницах, чтобы предупредить передачу вируса, а также оперативную организацию производства средств защиты для медиков внутри страны, поскольку поставки на глобальном рынке сокращаются. На стационарном лечении с подтвержденной коронавирусной инфекцией находится 2031 человек. 52 пациента нуждаются в поддержке аппарата искусственной вентиляции легких. Выздоровело 172 человека. Умерло 23 пациента с рядом хронических заболеваний с выявленной коронавирусной инфекцией.
По состоянию на 12 апреля проведено более 64 тыс. на коронавирусную инфекцию. Для проведения тестирования задействовано 17 лабораторий. Зарегистрировано 2578 человек с наличием коронавирусной инфекции. 50 пациентов нуждаются в поддержке аппарата искусственной вентиляции легких. После прохождения лечения выздоровело и выписаны 203 человека. Умерло 26 пациентов с рядом хронических заболеваний с выявленной коронавирусной инфекцией.
По состоянию на 13 апреля проведено почти 68 тыс. тестов на коронавирусную инфекцию. Зарегистрировано 2919 человек с наличием коронавирусной инфекции. 55 пациентов нуждаются в поддержке аппарата искусственной вентиляции легких. После прохождения лечения выздоровели и выписаны 203 человека. Умерли 29 пациентов с рядом хронических заболеваний с выявленной коронавирусной инфекцией.
По состоянию на 14 апреля проведено 71 875 тестов на коронавирусную инфекцию. Для проведения тестирования задействовано 17 лабораторий. Зарегистрировано 3281 человек с наличием коронавирусной инфекции. Из них госпитализированы 2444 человека. У остальной части пациентов заболевание протекает в легкой форме и они лечатся амбулаторно. 57 пациентов нуждаются в поддержке аппарата искусственной вентиляции легких. Умерли 33 пациента с рядом хронических заболеваний с выявленной коронавирусной инфекцией.
15 апреля Министерство здравоохранения приняло приказ № 433 «Об организации медицинской помощи пациентам с внебольничной пневмонией с нетяжёлым течением, не связанной с инфекцией COVID-I9 и пациентам с инфекцией COVID-I9 в амбулаторных условиях», меняющий порядок оказания медпомощи некоторым пациентам с внебольничными пневмониями и коронавирусом. Так, в документе указано, что больных пневмонией легкой формы и бессимптомной коронавирусной инфекции направят на лечение амбулаторно, то есть домой. Проведено 76 198 тестов на коронавирусную инфекцию. Для тестирования задействованы 24 лаборатории. Они открыты как в республиканских научно-практических центрах и центрах гигиены, эпидемиологии и общественного здоровья, так и в частных медицинских центрах. Зарегистрированы 3728 человек с наличием коронавирусной инфекции. 68 пациентов нуждаются в поддержке аппарата искусственной вентиляции легких. Умерли 36 пациентов с рядом хронических заболеваний с выявленной коронавирусной инфекцией.
По состоянию на 16 апреля проведено 81 246 тестов на коронавирусную инфекцию. Для проведения тестирования задействовано 24 лаборатории, которые открыты как в республиканских научно-практических центрах и в центрах гигиены, эпидемиологии и общественного здоровья, так и в частых медицинских центрах. Зарегистрировано 4204 человек с наличием коронавирусной инфекции. 65 пациентов нуждаются в поддержке аппарата искусственной вентиляции легких. Умерли 40 пациентов с рядом хронических заболеваний с выявленной коронавирусной инфекцией.
По состоянию на 17 апреля проведено 86 813 тестов на коронавирусную инфекцию. Для проведения тестирования задействовано 24 лаборатории, которые открыты как в республиканских научно-практических центрах и в центрах гигиены, эпидемиологии и общественного здоровья, так и в частых медицинских центрах. Зарегистрировано 4779 человек с наличием коронавирусной инфекции. Выздоровели и выписаны — 342 пациента. Умерли 42 пациента с рядом хронических заболеваний с выявленной коронавирусной инфекцией.
По данным на 20 апреля выздоровели и выписаны 514 пациентов, у которых ранее был подтверждён диагноз COVID-19. С начала февраля проведено 102 556 тестов на коронавирусную инфекцию. В круглосуточном режиме специалисты лабораторий, которые открыты как в республиканских научно-практических центрах и в центрах гигиены, эпидемиологии и общественного здоровья, так и в частых медицинских центрах, проводят проверку тестов на COVID-19. На этой неделе начинается внедрение экспресс-тестов в амбулаторном и стационарном звене. На утро субботы (18 апреля) было зарегистрировано 518 новых случаев, на утро воскресенья (19 апреля) — 510, за последние сутки — 457. Всего, по данным на понедельник (20 апреля), зарегистрировано 6264 человека с положительным тестом на COVID-19: в Брестской области — 185, Витебской — 1504, Гомельской — 322, Гродненской — 176, Минской — 789, Могилевской — 265, Минске — 3023. Выписаны по выздоровлении — 514 человек. В особом внимании специалистов, в связи с тяжестью заболевания, нуждаются 92 человек. Умер 51 пациент с рядом хронических заболеваний с выявленной коронавирусной инфекцией.
По данным на 21 апреля выздоровели и выписаны 577 пациентов, у которых ранее был подтверждён диагноз COVID-19. С начала февраля проведено 108 545 тестов на коронавирусную инфекцию. В круглосуточном режиме специалисты 25 лабораторий, которые открыты как в республиканских научно-практических центрах и в центрах гигиены, эпидемиологии и общественного здоровья, так и в частых медицинских центрах, проводят проверку тестов на COVID-19. Всего зарегистрировано 6723 человека с положительным тестом на COVID-19. В регионах статистика по выявленным случаям существенно не поменялась. За весь период распространения инфекции на территории страны умерли 55 пациентов с рядом хронических заболеваний с выявленной коронавирусной инфекцией.
По данным на 22 апреля выздоровели и выписаны 769 пациентов, у которых ранее был подтверждён диагноз COVID-19. С начала февраля проведено 114 955 тестов на коронавирусную инфекцию. В круглосуточном режиме специалисты 25 лабораторий, которые открыты как в республиканских научно-практических центрах и в центрах гигиены, эпидемиологии и общественного здоровья, так и в частых медицинских центрах, проводят проверку тестов на COVID-19. Всего зарегистрировано 7281 человек с положительным тестом на COVID-19. За весь период распространения инфекции на территории страны умерли 58 пациентов с рядом хронических заболеваний с выявленной коронавирусной инфекцией.
На 23 апреля выздоровели и выписаны 938 пациентов, у которых ранее был подтвержден диагноз COVID-19. Зарегистрировано 8022 человек с положительным тестом на COVID-19. Всего проведено 122 543 теста. За весь период распространения инфекции на территории страны умерли 60 пациентов с рядом хронических заболеваний с выявленной коронавирусной инфекцией.
На 24 апреля выздоровели и выписаны 1120 пациентов, у которых ранее был подтверждён диагноз COVID-19. Зарегистрировано 8773 человека с положительным тестом на COVID-19. Брестская область — 339, Витебская область — 1935, Гомельская область — 460, Гродненская область — 347, Минск — 4090, Минская область — 1206, Могилёвская — 396. Всего проведено 130 824 теста. За весь период распространения инфекции на территории страны умерли 63 пациента с рядом хронических заболеваний с выявленной коронавирусной инфекцией.
На 25 апреля выздоровели и выписаны 1573 пациентов, у которых ранее был подтверждён диагноз COVID-19. Зарегистрировано 9590 человек с положительным тестом на инфекцию. Всего проведено 139 295 тестов. За весь период распространения инфекции на территории страны умерли 67 пациентов с рядом хронических заболеваний с выявленной коронавирусной инфекцией.
На 26 апреля выздоровели и выписаны 1695 пациентов, у которых ранее был подтверждён диагноз COVID-19. Всего за время появления инфекции на территории стран проведено 147 525 тестов. Зарегистрировано 10 463 человека с положительным тестом на COVID-19, что составляет 7,1 % от протестированных. За весь период распространения инфекции на территории страны умерли 72 пациента с рядом хронических заболеваний с выявленной коронавирусной инфекцией.

### Май 2020 года
Парад, приуроченный ко Дню Победы не был отменён, однако власти обещали провести мероприятие с соблюдением мер безопасности, таких как дистанцирование и гигиены, а также призвали ветеранов оставаться дома и не посещать массовые мероприятия.

### Июль 2020 года
По данным Минздрава, опубликованным 29 июля, в Белоруссии 67 518 человек с положительным тестом на COVID-19, к этому моменту выздоровели 61 442 пациента. За период пандемии от вируса в стране умерло 548 человек.

### Август 2020 года
В связи с пандемией Центризбирком объявил дополнительные правила голосования для пациентов с COVID-19 на президентских выборах 2020 года. 4 августа Азербайджан, Монголию, Танзанию, Фиджи и Шри-Ланку удалили из списка стран, после возвращения из которых в Белоруссию требуется двухнедельный карантин.
С 19 августа снова наблюдается прирост количества заболеваний в день. По данным Минздрав на 23 августа в стране зарегистрировано 70 468 случаев заражений. По официальным данным зарегистрировано 183 новых заболеваний за сутки. За всё время умерло 642 человека от COVID-19. Уже прошло более трёх месяцев с момента, как министерство здравоохранения Белоруссии не проводит пресс-мероприятия на тему эпидемии и текущей ситуации с больными COVID-19. Также не предоставляются данные о заболевших по областям, только общие данные по стране, и не сообщает количество больных, которые находятся на аппаратах ИВЛ.

### Сентябрь 2020 года
На 2 августа по данным Минздрава в республике зарегистрировано 72 141 пациент с подтверждённым COVID-19. За сутки число выявленных случаев достигло 179 человек. 13 сентября сообщили о 74 173 заболевших, прирост за последние сутки составил 198 случаев. За весь период с начала пандемии в Белоруссии умерло 750 пациентов, у которых был обнаружен коронавирус. С 16 сентября количество зафиксированных заболеваний в перевалило за 200 человек в сутки. Данные Минздрава об умерших на 18 сентября — 773 пациента с различными хроническими заболеваниями и коронавирусной инфекцией. На 24 сентября подтверждено ещё 6 смертей — общее количество умерших от инфекции с начала пандемии в Белоруссии превысило 800 человек.

### Декабрь 2021
29 декабря 2021 года выявлены первые 4 случая заражения омикрон-штаммом коронавируса.

### Февраль 2022
2 февраля был побит антирекорд инфицированных: наличие вируса выявили у 3634 человек. 3 февраля количество больных увеличилось на 4990 человек.
С 3 февраля во всех регионах страны поликлиники переходят на ежедневный режим работы.

### Хронологическая таблица
| 27 февраля | 1   | 1      | 1      | 0  | 0   | 0    | 0      | -       |
| 28 февраля | 0   | 1      | 1      | 0  | 0   | 0    | 0      | -       |
| 29 февраля | 0   | 1      | 1      | 0  | 0   | 0    | 0      | -       |
| 1 марта    | 2   | 3      | 3      | 0  | 0   | 0    | 0      | -       |
| 2 марта    | 0   | 3      | 3      | 0  | 0   | 0    | 0      | -       |
| 3 марта    | 3   | 4      | 4      | 0  | 0   | 0    | 0      | -       |
| 4 марта    | 2   | 6      | 6      | 0  | 0   | 0    | 0      | -       |
| 5 марта    | 0   | 6      | 6      | 0  | 0   | 0    | 0      | -       |
| 6 марта    | 0   | 6      | 6      | 0  | 0   | 0    | 0      | -       |
| 7 марта    | 0   | 6      | 5      | 0  | 0   | 1    | 1      | -       |
| 8 марта    | 0   | 6      | 5      | 0  | 0   | 0    | 1      | -       |
| 9 марта    | 0   | 6      | 5      | 0  | 0   | 0    | 1      | -       |
| 10 марта   | 3   | 9      | 6      | 0  | 0   | 2    | 3      | -       |
| 11 марта   | 3   | 12     | 9      | 0  | 0   | 0    | 3      | -       |
| 12 марта   | 9   | 21     | 18     | 0  | 0   | 0    | 3      | 10 500  |
| 13 марта   | 6   | 27     | 24     | 0  | 0   | 0    | 3      | -       |
| 14 марта   | 0   | 27     | 24     | 0  | 0   | 0    | 3      | -       |
| 15 марта   | 0   | 27     | 24     | 0  | 0   | 0    | 3      | -       |
| 16 марта   | 9   | 36     | 33     | 0  | 0   | 0    | 3      | 16 000  |
| 17 марта   | 0   | 36     | 33     | 0  | 0   | 0    | 3      | -       |
| 18 марта   | 15  | 51     | 46     | 0  | 0   | 2    | 5      | -       |
| 19 марта   | 0   | 51     | 46     | 0  | 0   | 0    | 5      | -       |
| 20 марта   | 18  | 69     | 54     | 0  | 0   | 10   | 15     | 19 000  |
| 21 марта   | 7   | 76     | 61     | 0  | 0   | 0    | 15     | 20 000  |
| 22 марта   | 0   | 76     | 61     | 0  | 0   | 0    | 15     | -       |
| 23 марта   | 5   | 81     | 59     | 0  | 0   | 7    | 22     | 21 000  |
| 24 марта   | 0   | 81     | 59     | 0  | 0   | 0    | 22     | -       |
| 25 марта   | 5   | 86     | 57     | 0  | 0   | 4    | 29     | 23 000  |
| 26 марта   | 0   | 86     | 57     | 0  | 0   | 0    | 29     | -       |
| 27 марта   | 8   | 94     | 62     | 1  | 0   | 3    | 32     | 24 000  |
| 28 марта   | 0   | 94     | 62     | 0  | 0   | 0    | 32     | -       |
| 29 марта   | 0   | 94     | 62     | 0  | 0   | 0    | 32     | -       |
| 30 марта   | 58  | 152    | 106    | 1  | 0   | 14   | 46     | 30 000  |
| 31 марта   | 0   | 152    | 105    | 1  | 1   | 0    | 46     | 31 000  |
| 1 апреля   | 0   | 163    | 104    | 1  | 2   | 0    | 46     | 32 000  |
| 2 апреля   | 87  | 300    | 254    | 11 | 4   | 0    | 46     | -       |
| 3 апреля   | 47  | 351    | 301    | 16 | 4   | 0    | 46     | -       |
| 4 апреля   | 89  | 440    | 394    | 15 | 5   | 0    | 46     | -       |
| 5 апреля   | 122 | 562    | 502    | 12 | 8   | 7    | 53     | -       |
| 6 апреля   | 138 | 700    | 634    | 7  | 13  | 13   | 66     | 40 000  |
| 7 апреля   | 161 | 861    | 794    | 31 | 13  | 1    | 67     | -       |
| 8 апреля   | 205 | 1066   | 976    | 33 | 13  | 23   | 90     | 46 000  |
| 9 апреля   | 420 | 1486   | 1331   | 55 | 16  | 49   | 139    | 49 000  |
| 10 апреля  | 495 | 1981   | 1793   | 72 | 19  | 30   | 169    | -       |
| 11 апреля  | 245 | 2226   | 2031   | 52 | 23  | 3    | 172    | -       |
| 12 апреля  | 352 | 2578   | 2349   | 50 | 26  | 31   | 203    | 64 000  |
| 13 апреля  | 341 | 2919   | 2687   | 55 | 29  | 0    | 203    | 68 000  |
| 14 апреля  | 362 | 3281   | 3045   | 57 | 33  | 0    | 203    | 71 875  |
| 15 апреля  | 447 | 3728   | 3489   | 68 | 36  | 0    | 203    | 76 198  |
| 16 апреля  | 476 | 4204   | 3961   | 65 | 40  | 0    | 203    | 81 246  |
| 17 апреля  | 575 | 4779   | 4395   | 65 | 42  | 139  | 342    | 86 813  |
| 18 апреля  | 518 | 5297   | 3282   | 65 | 45  | 116  | 458    | 92 709  |
| 19 апреля  | 510 | 5807   | 3538   | 86 | 47  | 36   | 494    | 98 231  |
| 20 апреля  | 457 | 6264   | 5699   | 92 | 51  | 20   | 514    | 102 556 |
| 21 апреля  | 459 | 6723   | 6091   | 92 | 55  | 63   | 577    | 108 545 |
| 22 апреля  | 558 | 7281   | 6454   | 92 | 58  | 192  | 769    | 114 955 |
| 23 апреля  | 741 | 8022   | 7024   | 92 | 60  | 169  | 938    | 122 543 |
| 24 апреля  | 751 | 8773   | 7590   | 92 | 63  | 182  | 1120   | 130 824 |
| 25 апреля  | 817 | 9590   | 7950   | 92 | 67  | 453  | 1573   | 139 295 |
| 26 апреля  | 873 | 10 463 | 8696   | 92 | 72  | 122  | 1695   | 147 525 |
| 27 апреля  | 826 | 11 289 | 9474   | 92 | 75  | 45   | 1740   | 153 845 |
| 28 апреля  | 919 | 12 208 | 10 136 | 92 | 79  | 253  | 1993   | 161 028 |
| 29 апреля  | 973 | 13 181 | 11 025 | 92 | 84  | 79   | 2072   | 168 986 |
| 30 апреля  | 846 | 14 027 | 11 552 | 92 | 89  | 314  | 2386   | 176 625 |
| 1 мая      | 890 | 14 917 | 11 906 | 92 | 93  | 532  | 2918   | 186 262 |
| 2 мая      | 911 | 15 828 | 12 614 | -  | 97  | 199  | 3117   | 195 430 |
| 3 мая      | 877 | 16 705 | 13 410 | -  | 99  | 79   | 3196   | 204 239 |
| 4 мая      | 784 | 17 489 | 14 127 | -  | 103 | 63   | 3259   | 211 369 |
| 5 мая      | 861 | 18 350 | 14 472 | -  | 107 | 512  | 3771   | 211 369 |
| 6 мая      | 905 | 19 255 | 14 755 | -  | 112 | 617  | 4388   | 220 045 |
| 7 мая      | 913 | 20 168 | 14 985 | -  | 116 | 679  | 5067   | 229 466 |
| 8 мая      | 933 | 21 101 | 15 496 | -  | 121 | 417  | 5484   | 240 146 |
| 9 мая      | 951 | 22 052 | 15 876 | -  | 126 | 566  | 6050   | 251 771 |
| 10 мая     | 921 | 22 973 | 16 436 | -  | 131 | 356  | 6406   | 263 543 |
| 11 мая     | 933 | 23 906 | 17 240 | -  | 135 | 125  | 6531   | 274 060 |
| 12 мая     | 967 | 24 873 | 17 757 | -  | 142 | 443  | 6974   | 284 445 |
| 13 мая     | 952 | 25 825 | 17 968 | -  | 146 | 737  | 7711   | 296 380 |
| 14 мая     | 897 | 26 722 | 18 453 | -  | 151 | 457  | 8168   | 308 156 |
| 15 мая     | 958 | 27 730 | 18 767 | -  | 156 | 639  | 8807   | 321 705 |
| 16 мая     | 951 | 28 681 | 19 023 | -  | 160 | 691  | 9498   | 335 057 |
| 17 мая     | 969 | 29 650 | 19 553 | -  | 165 | 434  | 9932   | 350 515 |
| 18 мая     | 922 | 30 572 | 20 271 | -  | 171 | 198  | 10 130 | 364 319 |
| 19 мая     | 936 | 31 508 | 20 713 | -  | 175 | 490  | 10 620 | 375 076 |
| 20 мая     | 918 | 32 426 | 20 832 | -  | 179 | 795  | 11 415 | 387 673 |
| 21 мая     | 945 | 33 371 | 21 129 | -  | 185 | 642  | 12 057 | 403 236 |
| 22 мая     | 932 | 34 303 | 21 280 | -  | 190 | 776  | 12 833 | 419 004 |
| 23 мая     | 941 | 35 244 | 21 522 | -  | 194 | 695  | 13 528 | 434 618 |
| 24 мая     | 954 | 36 198 | 21 844 | -  | 199 | 627  | 14 155 | 450 627 |
| 25 мая     | 946 | 37 144 | 22 491 | -  | 204 | 294  | 14 449 | 463 004 |
| 26 мая     | 915 | 38 059 | 22 793 | -  | 208 | 609  | 15 058 | 472 906 |
| 27 мая     | 897 | 38 956 | 22 819 | -  | 214 | 865  | 15 923 | 485 534 |
| 28 мая     | 902 | 39 858 | 22 979 | -  | 219 | 737  | 16 660 | 499 249 |
| 29 мая     | 906 | 40 764 | 23 150 | -  | 224 | 730  | 17 390 | 512 418 |
| 30 мая     | 894 | 41 658 | 23 465 | -  | 229 | 574  | 17 964 | 526 529 |
| 31 мая     | 898 | 42 556 | 23 807 | -  | 235 | 550  | 18 514 | 541 093 |
| 1 июня     | 847 | 43 403 | 24 387 | -  | 240 | 262  | 18 776 | 553 377 |
| 2 июня     | 852 | 44 255 | 24 817 | -  | 243 | 419  | 19 195 | 562 945 |
| 3 июня     | 861 | 45 116 | 24 697 | -  | 248 | 976  | 20 171 | 573 699 |
| 4 июня     | 865 | 45 981 | 24 566 | -  | 253 | 991  | 21 162 | 585 065 |
| 5 июня     | 887 | 46 868 | 24 543 | -  | 259 | 904  | 22 066 | 597 013 |
| 6 июня     | 883 | 47 751 | 24 473 | -  | 263 | 949  | 23 015 | 609 671 |
| 7 июня     | 879 | 48 630 | 24 714 | -  | 269 | 632  | 23 647 | 622 313 |
| 8 июня     | 823 | 49 453 | 25 297 | -  | 276 | 233  | 23 880 | 632 993 |
| 9 июня     | 812 | 50 265 | 25 477 | -  | 282 | 626  | 24 506 | 644 160 |
| 10 июня    | 801 | 51 066 | 25 111 | -  | 288 | 1161 | 25 667 | 659 565 |
| 11 июня    | 750 | 51 816 | 24 880 | -  | 293 | 976  | 26 643 | 678 570 |

### Таблица по регионам

Зарегистрированные случаи COVID-19 по районам Белоруссии на 28 апреля 2020 года

Данные по состоянию на 24 апреля 2020 года (на 06:00 по минскому времени):
| Регион              | Регион | Активных | Выздор. | Смертей | Случаев |
| 7 из 7              | 7 из 7 | 8696     | 1695    | 72      | 10463   |
| ------------------- | ------ | -------- | ------- | ------- | ------- |
| Минск               |        | 3023     | 102     | 6       | 4090    |
| Витебская область   |        | 1504     | 35      | 7       | 1935    |
| Минская область     |        | 789      | 1       | 3       | 1206    |
| Гомельская область  |        | 322      | 1       | 0       | 460     |
| Могилёвская область |        | 265      | 0       | 0       | 396     |
| Брестская область   |        | 185      | 0       | 0       | 339     |
| Гродненская область |        | 176      | 0       | 0       | 347     |

С 14 апреля некоторые региональные эпидемиологические центры закрыли данные о количестве новых заражений в регионах. Руководители эпидцентров объясняют данную меру тем, что публикация подробных данных потеряла смысл, так как уже мало кому интересна и приносит только вред.

## Прогнозы
Профессоры Университета штата Джорджия Павел Скумс и Херардо Човелл-Пуэнте на основании составленной ими математической модели предположили, что на пике эпидемии коронавируса в Белоруссии может появляться от 700 до 4500 новых случаев заболевших в день.
Директор по исследованиям «EAST Center» Андрей Елисеев, основываясь на исследования Имперского колледжа Лондона, заявлял, что в случае отсутствия мер борьбы с коронавирусом, жертвами эпидемии в Белоруссии могут стать около 68 тыс. человек.
Министр здравоохранения Владимир Караник сообщил, что пик эпидемии COVID-19 в Белоруссии ожидался в конце апреля — начале мая. Прогноз не осуществился, и в начале мая эпидемиолог Виктор Сущевич озвучил, что пик количества заболевших ожидается в 20-х числах мая.
21 апреля Европейское бюро ВОЗ опубликовало официальный релиз по итогам миссии, которая прошла в Белоруссии с 7 по 10 апреля.

## Анализ на COVID-19
По состоянию на 11 апреля самостоятельная сдача анализов на COVID-19 в Белоруссии не предусматривается. Обследование на COVID-19 проводится в случаях:
- прибытия из эпидемиологически неблагополучных стран в период 14 дней. По состоянию на 3 марта 2020 года к таким странам относились Китай, Иран, Италия, Южная Корея, а 24 марта 2020 года к ним добавились Франция, Германия, Испания, Польша, Чехия[74];
- для «контактов I уровня» — лиц, имевших тесный контакт с подтверждённым COVID-19[75].

Для «контактов II уровня», когда вероятность заражения низкая, лабораторное обследование не проводится, и такие пациенты находятся под медицинским наблюдением. В остальных случаях обследование на выявление вируса может быть назначено только медицинскими работниками государственных учреждений по их усмотрению.
3 апреля Минздрав принял решение тестировать на COVID-19 всех пациентов с пневмониями средней и тяжёлой степени тяжести.
16 апреля, во время стрима Минздрава из Национального пресс-центра, начальник главного управления организации медицинской помощи, экспертизы, обращений граждан и юридических лиц Минздрава Александр Пацеев рассказал, что в Белоруссии 24 лаборатории занимаются диагностикой COVID-19, из них 3 — частные. По состоянию на 16 апреля Минздрав не планирует делать платные тесты на коронавирус всем желающим. Для взятия анализа на COVID-19 необходимо наличие соответствующих симптомов, также тест проводят для пациентов — контактов I и II уровней. По словам Министра здравоохранения, на 16 апреля в Белоруссии проводится по 5,5 тыс. тестов в сутки.
В середине мая в белорусские медицинские учреждения было поставлено 100 тыс. экспресс-тестов на антитела к COVID-19, которые приобрели в Китае на средства белорусов, перечисленные на благотворительный счёт Минздрава. Тесты на антитела можно будет сделать по показаниям.
В Белоруссии командой «Sens MD» запущен онлайн-ресурс для мониторинга симптомов COVID-19 для людей, не требующих госпитализации.
C 3 августа появилась возможность сдать тесты на антитела COVID-19 всем желающим в частных лабораториях страны платно.

## Вакцинация
В первых числах сентября 2020 года состоялись переговоры между Россией и Белоруссией о проведении исследований российской вакцины на белорусах, которые добровольно решат пройти эту процедуру. Глава Минздрава России предполагает, что страны в течение трёх-четырех недель могут прийти к финальному соглашению об проведении дополнительного тестирования российской вакцины от COVID-19 в Белоруссии.

## Возможное занижение данных
7 сентября 2020 года академик Национальной академии наук Беларуси, доктор медицинских наук Александр Мрочек обвинил бывшего Министра здравоохранения Владимира Караника в занижении статистики смертности от коронавирусной инфекции в Белоруссии и отметил, что считает, что в официальной статистике умерших от коронавирусной инфекции спрятали в категорию «Болезни системы кровообращения». Национальный статистический комитет Беларуси в 2020 году не опубликовал официальные данные о смертности в стране за первое полугодие 2020 года, но эта информация была передана в ООН, которая огласила официальные цифры, исходя из которых смертность за апрель — июнь 2020 года в Белоруссии превысила среднюю за последние 5 лет примерно на 5500 человек. В данных ООН не указана причина смертности, поэтому нельзя наверняка сказать, что рост смертности связан с эпидемией коронавируса или другими заболеваниями, но подобных высоких показателей смертности в Белоруссии не было отмечено ни за один год, с момента ведения официальной статистики в ООН с 1980 года. Статистика смертности Белоруссии с января по март 2020 года в целом соответствуют показателям предыдущих лет.
Косвенные расчеты, произведённые по официальным данным Белстата (показатели «розничный товарооборот на душу населения» и «розничный товарооборот»), позволяют предположить, что среднегодовая численность населения за 2020 год уменьшилась на 47,8 тыс. человек. При сокращении среднегодовой численности населения за 2018 год на 14,7 тыс. человек и за 2019 год — на 17,8 тыс. человек, избыточная смертность за 2020 год могла составить около 30 тыс. человек.
24 марта 2021 года Алексей Знаткевич из «Радыё Свабода» опубликовал статью, основанную на опросе нескольких врачей, по данным которой статистика была занижена до 7 раз. Например, в 2020 году в Бобруйске и Бобруйском районе было официально зарегистрировано 16309 случаев COVID-19. Это 6998 случаев инфицирования на 100000 жителей. Около 7 % населения района перенесло это заболевание, при этом среднереспубликанские данные Белстата за тот же период показывают, что только около 2 % населения Беларуси были заражены COVID-19. С 28 февраля 2020 года по 28 февраля 2021 года в Бобруйске и районе погибло более 360 человек. Если экстраполировать эти цифры на всю страну, общее число погибших составит около 16000 человек, а по состоянию на 28 февраля 2021 года Министерство здравоохранения сообщило, что от COVID-19 умерло 1976 человек. Опрошенный врач 1-й больницы Минска также сообщил о странном соотношении умерших: «Только в нашей больнице ежедневно в ковидных отделениях умирали 3-5 человек именно от COVID-19. При этом в то время по стране официально регистрировались 7, 8 или 9 смертей от коронавируса». Также, по словам одного из врачей поликлиник Минска, медики были ограничены в количестве тестов: из 30-40 пациентов, которых врач осматривал в течение дня, обычно половина имела подозрение на COVID-19, но максимум 10 могли быть отправлены на тестирование; из 5-7 человек, которых врач отправлял ежедневно, болезнь подтверждалась почти у всех. Он же добавил, что в то время, когда официально объявлялось о 7-8 смертельных случаях в день по стране, его коллеги из минских больниц сообщали ему о 3-5 смертельных случаях в каждой.
Согласно статистике минских ЗАГСов и учреждений здравоохранения за 2020 год, доступ к которой получила «Медиазона», в столице за год от болезни должно было умереть значительно больше людей, чем сообщало Министерство здравоохранения, так как в целом умерших было на 5000 больше, чем обычно.